# Neuratelia obscura
Neuratelia obscura är en tvåvingeart som beskrevs av Garrett 1925. Neuratelia obscura ingår i släktet Neuratelia och familjen svampmyggor.
Artens utbredningsområde är British Columbia. Inga underarter finns listade i Catalogue of Life.